# バレーボールクロアチア男子代表
バレーボールクロアチア男子代表は、バレーボールの国際大会で編成されるクロアチアの男子バレーボールナショナルチームである。

## 歴史
1946年クロアチアバレーボール連盟が設立。1991年にユーゴスラビアから独立し、1992年に国際バレーボール連盟へ加盟した。独立後の1990年代に世界の強豪国として活躍した女子代表に対し、男子代表は2002年世界選手権に初出場。欧州選手権は2000年代後半に予選をグループトップで勝ち上がり、2005年大会と2007年大会に出場を果たしたが、2009年予選で敗退し、3大会連続出場はならなかった。
　

## 過去の成績

### オリンピックの成績
- 出場なし

### 世界選手権の成績
- 1994年 - 不出場
- 1998年 - 欧州予選敗退
- 2002年 - 19位
- 2006年 - 欧州予選敗退
- 2010年 - 欧州予選敗退

### 欧州選手権の成績
- 2001年 - 予選敗退
- 2003年 - 予選敗退
- 2005年 - 8位
- 2007年 - 14位
- 2009年 - 予選敗退
- 2011年 - 予選敗退

## 歴代代表選手
- イゴール・オムルチェン
- アンジェルコ・チュク